# 王开照相馆
王开照相馆是中華人民共和國上海市的一家照相館。1923年（一說1920年底以及1921年）由广东人王炽开在上海南京路步行街創辦。
1925年3月12日，孙中山逝世。王炽开派人赴北京拍摄追悼活动以及孙中山葬礼的全过程。1927年，远东运动会在上海举行选拔赛，王开照相馆中标选拔赛摄影資格。王炽开率4个摄影小组在运动场上拍摄比賽照片，並將照片賣給上海各大报社。19世纪30年代，當時化名為蓝苹的江青在王开照相馆拍了不少明星照。 期間郑苹如也來過王开照相馆拍照。1930、40年代起，结婚照成為王开照相馆的拳头产品。文化大革命中。江青为销毁与蓝苹有关的一切历史证据，她授意有关部门到王开照相馆，将找到的蓝苹照片抽出。1979年，恢复王开照相馆店名。2005年，王开照相馆改制更名为上海王开摄影有限公司。

## 外部連結
- 官方网站
- 官方网站